# Władysław Olendzki
Władysław Olendzki (ur. 2 lutego 1842 w Dębinie, zm. 28 lutego 1894 w Warszawie) – polski dziennikarz, literat.

## Życiorys
Urodził się 2 lutego 1842 w Dębinie jako syn Aleksandra i Justyny z Przewłockich. Po ukończeniu szkół zapisał się na wydział prawa uniwersytetu w Heidelbergu.
Po wybuchu powstania styczniowego przerwał studia i wziął udział w walkach w oddziale generała Edmunda Taczanowskiego.
Po upadku powstania w 1863 powrócił do Heidelbergu i dokończył studia na wydziale filozoficznym i w 1866 uzyskał stopień doktora filozofii. Zamieszkał w Krakowie gdzie udzielał lekcji prywatnych oraz pisał recenzje teatralne do prasy krakowskiej. Pisywał do poznańskiego Tygodnika Wielkopolskiego i w 1872 przeniósł się do Poznania i objął jego redakcję. Ustąpił z redakcji Tygodnika pod zarzutem szerzenia ugodowości wobec Rosji. W 1875 wyjechał do Królestwa Polskiego. Na granicy został aresztowany i osadzony w cytadeli warszawskiej, ale wkrótce został zwolniony.
Pisał felietony do konserwatywnego tygodnika Niwa. W latach 1876-77 kilka jego komedii wystawiono w warszawskich teatrach. Władysław Olendzki ożenił się w 1877 z Heleną Dowojno-Sylwestrowicz, mieli syna Aleksandra oraz trzy córki: Janinę, Dorotę i Władysławę.
W latach 1879-82 mieszkał na wsi, początkowo w majątku stryja w guberni grodzieńskiej a następnie w rodzinnym majątku Moczulna.
Po powrocie do Warszawy pisywał nadal do tygodnika Niwa oraz do Słowa, którego był redaktorem naczelnym. Olendzki odznaczał się werwą, dowcipem i fantazją zjednując sobie liczne grono przyjaciół. Wśród nich był Henryk Sienkiewicz, któremu osoba Olendzkiego posłużyła jako jeden z prototypów postaci Onufrego Zagłoby.
Zmarł 28 lutego 1894 i pochowany został na Cmentarzu Powązkowskim w Warszawie.